# 影山明仁
影山 明仁（かげやま あきひと、1964年〈昭和39年〉 ）は日本の著作家。福島県郡山市出身。岩手県盛岡市在住。丸野 一・八日丁梅之助のペンネームでも活動。

## 書籍
- 『名作マンガの間取り』（2008年、ソフトバンククリエイティブ刊）
- 『間取り☆探偵』（2011年、三栄書房刊）
- 『このアニメがすごい EX 01号 のだめカンタービレ&ノイタミナ徹底解析 』（別冊宝島）
- 『ベスト・エッセイ 2013 』（2013年 日本文藝家協会編 光村図書出版刊）
- 『名作マンガの間取り-新版 』（2015年、ＳＢクリエイティブ刊）
- 『著名漫畫的房屋格局-（名作マンガの間取り-台湾版） 』（2016年、瑞昇文化事業股份有限公司刊）
- 『遠野こだわりの語り部 堀切初 奇譚』（2024年、八日丁劇場刊）
- [2]
- [3]
- [4]

## 講演・トークイベント
- 2005/11/01：盛岡市立米内中学校
- 2007/10/27：盛岡市立上田小学校
- 2008/01/17：盛岡地方裁判所司法委員研修「原状回復とその問題点」
- 2008/08/13：盛岡南倫理法人会「傍目八目～盛岡の印象」
- 2008/12/13：スタンダード「憧れの選手と語ろう」
- 2009/02/02：盛岡市立北陵中学校「好きなことはやり続ける」
- 2009/02/14：岩手県土木整備部建築課「家族と『間取り』の関係」
- 2009/08/28：岩手県住まエネ・フェスタ2009「マンガの模型トークセッション第一部 ふじぽん」
- 2009/08/29：岩手県住まエネ・フェスタ2009「マンガの間取りトークセッション第二部 瓜田アナ」
- 2009/10/28：いわてＮＰＯフォーラム21「岩手がやっと好きになりました～北上京遷都」
- 2010/02/08：福井コンピュータ「マンガの間取りは住宅営業で活用できるのか」
- 2010/02/13：ハウスクエア横浜「マンガの間取りと設計について」
- 2010/06/02：スタンダードトークショー「岩手を一つにするのはスポーツだ」
- 2011/04/23：石神の丘美術館「マンガの間取りと建築模型展ギャラリートーク」
- 2011/07/24：盛岡市厨川中学校「厨中生き方講演会」
- 2011/09/17：積水ハウスセミナー「賃貸借契約の終了に伴う紛争とその解決方法～原状回復のガイドラインの改正点」
- 2011/09/22：さわや書店「間取り探偵-三栄書房刊行・発売記念・トークショー& サイン会」
- 2011/10/09：神戸デザインの日記念イベント2011「好きな漫画の世界が現実にあったら!?名作マンガの間取りとは?」（都築響一 競演）
- 2012/02/18：長野県伊那市立図書館「宮澤賢治と岩手のお話し」
- 2012/02/19：長野県伊那市立創造館「マンガの間取りから見る建築の歴史学みたいなもの」
- 2012/10/12：長野県佐久市NPO法人国実「第一部 サザエさんの家とコボちゃんの家の間取りと住まい方の違い」
- 2012/10/12：長野県佐久市NPO法人国実「第二部 遠野物語と宮澤賢治」
- 2013/03/31：積水ハウスセミナー「磯野波平でもできる賃貸経営で将来の年金不安を解消」
- 2014/01/10：岩手県土地家屋調査士会「マンガやアニメから見る建物の歴史学みたいなもの」
- 2015/06/12：一条工務店営業マンスキルアップセミナー「不動産業と建築業のかかわり」ほか
- 2015/07/27：影山明仁トークイベント in 盛岡・ゲストスピーカーそのだつくし「マンガやアニメから見る建物の歴史学みたいなもの」
- 2015/08/16：ハウスクエア横浜～間取り探偵ガイドツアー～「間取り探偵～懐かしいアニメの主人公の自宅拝見！！ガイドツアー」
- 2016/08/27：大阪市スタンダードブックストア（大阪梅田、NU茶屋町　プラス 2F）～影山明仁トークショー
- 2016/11/12：盛岡市環境部環境企画課もりおかエコライフ2016実行委員会エコトーク「江戸時代のリサイクル事情」
- 2017/01/27：盛岡市立乙部中学校2学年PTA親子レク「好きなことは続けてみようよ～今は中央も地方もない、みんなにはチャンスがある！」
- 2018/08/16：イオンタウン弘前樋の口「名作マンガの家の模型・間取りパネル展～間取り探偵ギャラリートーク」
- 2019/08/13：宮城県名取市総合住宅展示場「マンガやアニメから見る間取りの歴史学みたいなもの～トークイベント」
- 2020年のトークイベントはすべて中止
- 2020/06/01：京都大学大学院・京都女子大学・京都精華大学共著「建築士6月号～マンガに描かれた住まいの間取り」
- 2021/03/28：東北電力/映画やアニメの間取り模型展「武家屋敷の間取りの作法（JIN）からアウトソーシングした間取り（猫の恩返し）までギャラリートーク」
- 2021/04/09：東京大学大学院工学系研究科建築学専攻依頼「学会和室GWオンライン会議-名作マンガにおける間取りとその中での和室」講演
- 2021/07/08：盛岡市巻堀中学校職業講話「建設業について」
- 2021/08/19：ファーストロジック「楽待特集」web TV（アニメの間取りを30年研究した男）youtube
- 2022/05/27：トータル・ライフ・コンサルタント会（TLC）岩手部会「マンガやアニメから見る間取りの歴史学みたいなもの～トークイベント」

## 連載
- イエマガ 間取り探偵
- 広報誌 季報 住宅金融・名作マンガの住まい大解剖
- 会報誌イーハトーヴ・パラダイスいわて
- 会報誌イーハトーヴ・賢治の風
- 会報誌イーハトーヴ・重箱の隅
- 会報誌イーハトーヴ・平成遠野物語
- 会報誌イーハトーヴ・岩手をめぐる市町村
- 日本2ｘ4協会・ツーバイフォーで建てたマンガの住まい
- HOME'S 間取り探偵・あの家の間取りを大推理！
- 盛岡タウン情報誌月刊アキュート「岩手副文化探索学会」
- 街もりおか
- 情報誌 月刊アキュート「重箱の隅-終了」「Kei's Café-終了」「岩手副文化探索学会」